# 4260 Янай
4260 Янай (4260 Yanai) — астероїд головного поясу, відкритий 4 січня 1989 року.
Тіссеранів параметр щодо Юпітера — 3,302.
Названо на честь астронома-аматора Янай (яп. やない(箭内)).